# Margot Abad
Margot Abad (Buenos Aires, Argentina, fecha de nacimiento desconocida-Buenos Aires, Argentina, 1945 aproximadamente) fue una actriz cinematográfica argentina.

## Biografía
Margot Abad nació en Buenos Aires, Argentina se desconoce la fecha de su nacimiento Inició su carrera artística en su país natal, hizo algunos trabajos cinematográficos durante su juventud, pero de forma muy breve aunque compartió escenario con las grandes estrellas de su época.

## Carrera
Abad fue una joven actriz que incursionó brevemente durante la época dorada del cine argentino, junto a ilustres figuras de la escena nacional como Luis Sandrini, Santiago Gómez Cou, Olinda Bozán, Vicente Rubino, Lolita Torres, Héctor Quintanilla, entre otros.

## Filmografía
- 1944: La danza de la fortuna [4]
- 1945: La amada inmóvil